# Hersh Fenster
Hersh Fenster (geboren 1892 in Baranów, Galizien, Österreich-Ungarn; gestorben 1964 in Paris) war ein jüdischer Publizist jiddischer Muttersprache in Wien und Paris.

## Leben und Wirken
Hersh Fenster wuchs in einer jüdischen Familie in Westgalizien (jetzt Südpolen) auf. Im Ersten Weltkrieg war er Soldat in der österreichisch-ungarischen Armee.
Danach studierte er in Wien und erhielt ein Lehrdiplom.
Dort schrieb er für die Wiener Abendpost und engagierte sich  in der zionistischen Arbeiterbewegung und der jüdischen anarchistischen Bewegung.
1922 zog Hersh Fenster nach Paris. Dort unterrichtete er Kinder in jiddischer Sprache und jüdische Emigranten in französischer und englischer Sprache. 1928 heiratete er und wurde Vater zweier Kinder.
Hersh Fenster hatte Kontakte zu zahlreichen jüdischen Künstlern und Intellektuellen in Paris. Seit 1933 (oder 1937) organisierte er in einem Haus einen kulturellen Treffpunkt (Dos yidishe vinkl/Der jüdische Winkel)  mit Küche und Begegnungsmöglichkeiten.
1940 floh Hersh Fenster mit seiner Familie aus Paris in die Dordogne. Seit 1941 war er als Ausländer in einem Lager interniert, durfte aber wegen eines Unfalls der Tochter zu seiner Familie zurückkehren.
Danach zog diese an die schweizerische Grenze und dann in die Schweiz, wo sie in einem Lager bis zum Kriegsende lebten.
1945 kehrte Hersh Fenster mit seiner Familie nach Paris zurück. Dort organisierte er Suppenküchen für jüdische Ankömmlinge. Seit 1946 recherchierte er intensiv zu den Schicksalen von deportierten jüdischen Künstlern in Frankreich und veröffentlichte 1951 ein Buch Undzere farpaynikte kinstler mit Biographien von 84 von ihnen.
In den 1950er und 1960er Jahren reiste er mehrmals nach Israel und einmal in die USA und nach Kanada.
1964 starb er in Paris.
Hersh Fenster schrieb Gedichte und Erzählungen für die Wiener Abendpost (1919–1921) in deutscher Sprache und danach Texte für zahlreiche jiddische Zeitungen aus Warschau, Paris, Buenos Aires und New York (Forverts).